# Jesper Groth
Jesper Groth (født 31. januar 1989 på Ærø) er en dansk skuespiller, komiker og musiker uddannet fra Statens Teaterskole i 2015. Han er primært kendt fra tv-serierne Klaphat, Stormester, Sunday og Sygeplejeskolen, samt som vinder af Dansk Melodi Grand Prix 2021 som forsanger i gruppen Fyr og Flamme. I 2019 blev han desuden nomineret til en Robert for årets mandlige birolle for sin rolle i Klaphat.
Han har tidligere dannet par med Sara Kusic.

## Filmografi

### Film
- I blodet (2016)
- Journal 64 (2018)
- De frivillige (2019)
- Sigøjnerjagt (2019)
- Hvor kragerne vender (2020)
- Retfærdighedens ryttere (2020)
- Hygge! (2023)
- Viften (2023)

### Tv-serier
- Klaphat (2018)
- Sygeplejeskolen (2018-nu)
- Sunday (2019)
- Parterapi (2019)
- Stormester (2020)
- Centrum (2020)
- Eurovision Song Contest (2021)